# Volta Internacional da Pampulha 2010
A Volta Internacional da Pampulha de 2010 foi a décima segunda edição do evento, realizado no dia 5 de dezembro de 2010, em Belo Horizonte 
O vencedor foi Barnabas Kiplagat Kosgei, e no feminino se tornou campeã a queniana Bornes Kitur

## Resultados

### Masculino
- 1º Barnabas Kiplagat Kosgei (QUE) - 54m07s
- 2º Mark Korir (QUE)
- 3º Damião Ancelmo de Souza (BRA)
- 4º Giovani dos Santos (BRA)
- 5º Paulo Roberto de Paula Almeida (BRA)

### Feminino
- 1º Bornes Kitur (QUE) - 1h05m12s
- 2º Edielza Guimarães (BRA)
- 3º Maurine Kipchumba (QUE)
- 4º Tatiele Roberta de Carvalho (BRA)
- 5º Conceição de Maria Carvalho Oliveira (BRA)